# جاك ألين (ممثل)
جاك ألين (بالإنجليزية: Jack Allen)‏ هو ممثل بريطاني (وحمل سابقاً جنسية المملكة المتحدة لبريطانيا العظمى وأيرلندا)، ولد في 23 أكتوبر 1907 في المملكة المتحدة، وتوفي في 25 مايو 1995 بلندن في المملكة المتحدة.

## وصلات خارجية
- جاك ألين على موقع IMDb (الإنجليزية)
- جاك ألين على موقع قاعدة بيانات الفيلم (الإنجليزية)